# Pteropus alecto
Pteropus alecto är en däggdjursart som beskrevs av Coenraad Jacob Temminck 1837. Pteropus alecto ingår i släktet Pteropus och familjen flyghundar. IUCN kategoriserar arten globalt som livskraftig.
Inga underarter finns listade i Catalogue of Life. Wilson & Reeder (2005) skiljer mellan 4 underarter.
Arten är med en genomsnittlig vikt av 667 g och 153 till 191 mm långa underarmar en liten medlem i släktet Pteropus. Den har främst svart päls med några ljusa hår inblandade. Kring ögonen förekommer en mer eller mindre tydlig brun ring och axlarna är ofta rödaktiga. Låren är täckta av päls.
Denna flyghund förekommer i norra Australien, på Sulawesi, Java, södra Nya Guinea och på flera mindre öar i samma region. Arten vistas i låglandet. Habitatet utgörs av mangrove och träskmarker samt av fuktiga skogar och savanner med träd. Pteropus alecto uppsöker även stadsparker.
Vid viloplatsen bildas stora kolonier med flera hundra eller flera tusen medlemmar. De flyger upp till 50 km från viloplatsen till platsen med föda. Per kull föds en unge.
Pteropus alecto äter liksom andra flyghundar frukter, nektar och pollen. Individerna är aktiva på natten och vilar på dagen i trädens bladverk eller i områden med bambu. Ungarna föds vanligen när tillgången till frukter är störst och kan därför variera mellan olika delar av utbredningsområdet. Ungarna är efter 14 till 18 månader lika stora som de vuxna djuren. Flera exemplar dör innan de blir könsmogna. Bara 30 (honor) till 37 procent (hannar) av de nyfödda ungarna blir tillräcklig gamla. Livslängden för individer som fortplantar sig uppskattas med 4,5 år i naturen och nästan 20 år i fångenskap.